# سید علی بهشتی
سید علی بهشتی یکی از رهبران گروه قومی هزاره در افغانستان بود که رئیس شورای انقلاب اتفاق اسلامی افغانستان شد. بهشتی در ولایت بامیان متولد شد و در عراق تحصیل کرد و در آنجا به مرحله تدریس علوم دینی رسید. او در دهه ۱۹۶۰ به افغانستان بازگشت و مدرسه‌ای را در ولسوالی ورس تأسیس کرد که به پایگاه او تبدیل شد. او همچنین تا زمانی که کمونیست‌ها در سال ۱۹۷۸ قدرت را در دست گرفتند، رئیس پارلمان افغانستان بود.
در آوریل ۱۹۷۹، قیام‌ها علیه جمهوری دموکراتیک افغانستان، هزاره‌جات را فراگرفت و تا پاییز همان سال بیشتر منطقهٔ هزاره‌جات از کنترل دولت آزاد شد. در سپتامبر ۱۹۷۹، یک گردهمایی متشکل از صدها نفر از سرشناسان سراسر هزاره‌جات در ورس برگزار شد. این افراد شامل رهبران سنتی، ملاها، سیدها و روشنفکران بودند. به همین مناسبت شورای انقلاب ایجاد شد و بهشتی به ریاست آن انتخاب شد و سرگرد سید محمد حسن «جگران» افسر سابق ارتش به فرماندهی نظامی آن منصوب شد. نیروهای شوروی و حکومت، بامیان را تحت کنترل داشتند، اما حملات کمی در منطقه انجام دادند. شورا ادارهٔ دولتی هزاره جات به دست گرفت، اما حکومت آن با فساد و ناکارآمدی مواجه بود. در سال ۱۹۸۲، سازمان نصر، یک تشکل اسلام‌گرای هزاره طرفدار ایران، با کمک برخی از فرماندهان خود به شورا حمله کرد، اما پس از عقب راندن توسط نیروهای سید محمدحسن «جگران»، موفق به تصرف ورس نشد. با این وجود، شورا بیشتر قلمرو خود را به نصر واگذار کرد. در سال ۱۳۶۳، نصر و حزبی مشابه، سپاه پاسداران، تهاجم جدیدی را آغاز کردند و در ۱۵ اردیبهشت موفق شدند روستای بهشتی را به تصرف خود درآورند و او را مجبور به عقب‌نشینی به سمت کردند. در ماه سپتامبر، او با کمک یکی دیگر از حزب میانه‌رو شیعه، حرکت اسلامی، توانست ورس را بازپس گیرد و پس از آن وضعیت نظامی در هزاره جات پایدارتر شد. در سال ۱۹۸۷، احزاب اصلی شیعه تحت فشار شدید ایران متحد شدند و در سال ۱۹۸۹ حزب وحدت به رهبری عبدالعلی مزاری را تشکیل دادند.
در دهه ۱۹۹۰، بهشتی به برهان الدین ربانی پیوست، اما با تصرف کابل در سال ۱۹۹۶ توسط طالبان، از کابل رانده شد.